# Corpuscularia
Corpuscularia là chi thực vật có hoa trong họ Aizoaceae.